# Sara Petersen
Sara Petersen, född den 9 april 1987 i Nykøbing Falster, är en dansk friidrottare.
Han tog OS-silver på 400 meter häck i samband med de olympiska friidrottstävlingarna 2016 i Rio de Janeiro..